# ۳۸۳ (میلادی)

## رویدادها
- شاپور سوم ساسانی به شاهنشاهی ایران رسید.
- جنگ رود فی در چین.

## مرگ‌ها
- ۲۵ اوت - گراتیان، امپراتور روم
- اردشیر دوم، پادشاه ساسانی
- ۱۰ دسامبر – دامازوس، کشیش ایتالیایی